# Bohnice
Bohnice est un quartier pragois situé dans le nord de la capitale tchèque, appartenant à l'arrondissement de Prague 8, d'une superficie de 465,9 hectares est un quartier de Prague. En 2015, la population était de 16834 habitants.
La première mention écrite de Bohnice date du 1158. La ville est devenue une partie de Prague en 1922.